# Сайрус Венс
Сайрус Робертс Венс (англ. Cyrus Roberts Vance), (1917–2002) — американський державний діяч. Державний секретар США у період з 1977 до своєї відставки в 1980 рр.

## Біографія
Народився 27 березня 1917 року в місті Кларксбург у Західній Вірджинії. В 1939 закінчив Єльський університет, економічний факультет. Єльський університет, юридичний факультет (1942).
З 1942 по 1946 — служив на флоті артилерійським офіцером на есмінці USS Hale.
З 1946 по 1961 — співробітник юридичної фірми Simpson Thacher & Bartlett (Нью-Йорк).
З 1961 по 1962 — радник міністерства оборони США.
З 1962 по 1964 — секретар сухопутних сил США.
З 1964 по 1967 — заступник міністра оборони США Роберта МакНамари.
У 1962 — спеціальний представник президента США на Кіпрі, після турецького вторгнення.
З 1968 по 1969 — член делегації США на Паризькій мирній конференції по В'єтнаму.
З 1977 по 1979 — Державний секретар США в адміністрації президента Джиммі Картера.
В 1979 — після взяття американськими заручниками в Ірані, співробітників Посольства США, уряд США ухвалив рішення про проведення військової операції по їх звільненню. На знак незгоди з цим рішенням Держсекретар США Сайрус Венс подав у відставку.
З 1980 — працював в юридичній фірмі Simpson Thacher & Bartlett. На запрошення ООН, брав участь у переговорах про врегулювання конфліктів в Бурунді, Південній Африці, Північній Македонії, Греції, Вірменії і Боснії та Герцеговині.
12 січня 2002 — помер в Нью-Йорку від хвороби Альцгеймера.